# Badminton-Junioreneuropameisterschaft 2005
Die Badminton-Junioreneuropameisterschaft 2005 fand vom 19. bis zum 27. März 2005 in Den Bosch statt.

## Medaillengewinner
| Disziplin    | Gold                             | Silber                          | Bronze                                  |
| ------------ | -------------------------------- | ------------------------------- | --------------------------------------- |
| Herreneinzel | Rajiv Ouseph                     | Dieter Domke                    | Calum Menzies                           |
| Herreneinzel | Rajiv Ouseph                     | Dieter Domke                    | Hans-Kristian Vittinghus                |
| Dameneinzel  | Janet Köhler                     | Jeanine Cicognini               | Linda Zechiri                           |
| Dameneinzel  | Janet Köhler                     | Jeanine Cicognini               | Pavla Janošová                          |
| Herrendoppel | Rasmus Bonde Kasper Henriksen    | Robert Adcock Edward Foster     | Brice Leverdez Matthieu Lo Ying Ping    |
| Herrendoppel | Rasmus Bonde Kasper Henriksen    | Robert Adcock Edward Foster     | Jan Sören Schulz Tim Zander             |
| Damendoppel  | Nina Vislova Olga Kozlova        | Christinna Pedersen Tinne Kruse | Kristína Ludíková Olga Konon            |
| Damendoppel  | Nina Vislova Olga Kozlova        | Christinna Pedersen Tinne Kruse | Anastasia Kudinova Anastasia Prokopenko |
| Mixed        | Rasmus Bonde Christinna Pedersen | Robert Adcock Jenny Wallwork    | Vladimir Ivanov Olga Kozlova            |
| Mixed        | Rasmus Bonde Christinna Pedersen | Robert Adcock Jenny Wallwork    | Vladimir Malkov Nina Vislova            |
| Mannschaft   | Dänemark                         | Russland                        | Deutschland                             |

## Endrunde
| Disziplin    | Sieger                           | Finalist                        | Ergebnis           |
| ------------ | -------------------------------- | ------------------------------- | ------------------ |
| Herreneinzel | Rajiv Ouseph                     | Dieter Domke                    | 15-0, 15-4         |
| Dameneinzel  | Janet Köhler                     | Jeanine Cicognini               | 11-5, 11-9         |
| Herrendoppel | Rasmus Bonde Kasper Henriksen    | Robert Adcock Edward Foster     | 15-10, 15-5        |
| Damendoppel  | Nina Vislova Olga Kozlova        | Christinna Pedersen Tinne Kruse | 13-15, 15-7, 17-16 |
| Mixed        | Rasmus Bonde Christinna Pedersen | Robert Adcock Jenny Wallwork    | 15-8, 15-5         |

## Mannschaften

### Endstand
- 1.  Dänemark
- 2.  Russland
- 3.  Deutschland
- 4.  Niederlande
- 5.  Schweden
- 6.  England
- 7.  Bulgarien
- 8.  Frankreich
- 9.  Schottland
- 10.  Tschechien
- 11.  Ukraine
- 12.  Portugal
- 13.  Polen
- 14.  Spanien
- 15.  Finnland
- 16.  Slowenien